# Аналітична хімічна реакція
Аналітична хімічна реакція (англ. analytical reaction) — хімічна реакція, яка може бути використана для якісного чи кількісного аналізу елементів, функціональних груп у сполуці або й самої речовини як такої. Наприклад, реакція на кратні зв'язки в алкенах з розчином брому в тетрахлориді вуглецю, що ґрунтується на приєднанні брому до подвійних зв'язків:
>C=C< + Br2 → >CBr-BrC<